# Баручо (Анкона)
Баручо је насеље у Италији у округу Анкона, региону Марке.
Према процени из 2011. у насељу је живело 57 становника. Насеље се налази на надморској висини од 472 м.